# .ps
.ps는 팔레스타인 영토의 인터넷 국가 코드 최상위 도메인이다.
인증 등록자에 한해 등록을 처리하고 있다.

## 2차 도메인
등록은 2차 도메인은 물론 여러 3차 도메인 이름에서도 이루어질 수 있다.
- .ps: 누구에게나 열려 있다(팔레스타인인일 필요는 없음).
- com.ps, net.ps, org.ps: 제한 없음
- edu.ps: 교육 기관.
- gov.ps: PNA 및 정부 기관.
- sch.ps: 팔레스타인 학교